# Louis Langrée
Louis Langrée est un chef d'orchestre français, né à Mulhouse le 11 janvier 1961, fils de l'organiste, chef de chœur et théoricien Alain Langrée. Directeur musical de l'Orchestre symphonique de Cincinnati entre 2013 et 2024, du Mostly Mozart Festival au Lincoln Center à New York et chef de la Camerata de Salzbourg depuis 2011, il dirige le théâtre national de l'Opéra-Comique à Paris depuis le 1er novembre 2021.

## Biographie
Louis Langrée naît le 11 janvier 1961 à Mulhouse.
Après ses études au conservatoire de Strasbourg, il débute comme chef de chant et assistant à l'Opéra national de Lyon (1983-1986), au Festival d'Aix-en-Provence et au Festival de Bayreuth. De 1989 à 1992, il est engagé comme assistant à l'Orchestre de Paris.
Depuis, il est régulièrement invité par les plus grandes maisons d’opéra : Metropolitan Opera de New York, Scala de Milan, Staatsoper de Vienne, Royal Opera House-Covent Garden à Londres, Lyric Opera de Chicago, Staatsoper de Dresde, Grand Théâtre de Genève, De Nederlandse Opera à Amsterdam.
Louis Langrée dirige en concert les orchestres philharmoniques de Vienne, Berlin, Londres, Tokyo, l’Orchestre de Paris, l’Orchestre de l’Accademia Santa Cecilia de Rome, les orchestres symphoniques de Londres, Pittsburgh, Cincinnati, Baltimore, Dallas, Houston, Melbourne, Sao Paulo, l’Orchestre du Festival de Budapest, l'Orchestre de la Suisse romande. Il est également invité par des ensembles sur instruments d’époque : The Orchestra of the Age of Enlightenment, l’Orchestre des Champs-Élysées, le Concert d’Astrée, Concerto Köln, Freiburger Barockorchester.
Il apparaît dans de nombreux festivals comme ceux de Glyndebourne, Aix-en-Provence, Printemps des Arts à Budapest, George Enescu à Bucarest, Spoleto, Drottningholm, aux Wiener Festwochen, aux BBC Proms à Londres, à la Mozartwoche de Salzbourg, aux Chorégies d’Orange.
Louis Langrée a été directeur musical de l’Orchestre de Picardie (1993-1998), du Glyndebourne Touring Opera, de l’Opéra national de Lyon (1998-2000), de l’Orchestre philharmonique royal de Liège (2001-2006), et de l'Orchestre symphonique de Cincinnati (2013-2024).
À partir du 1er novembre 2021, il est directeur du théâtre national de l'Opéra-Comique,. En 2025, il est renouvelé à ce poste, jusqu'en 2029.

## Distinctions
- Chevalier de la Légion d'honneur
- Commandeur de l'ordre des Arts et des Lettres (2024)[6]

La Royal Philharmonic Society de Londres lui a remis le « Best Musical Achievement Award 2002 » dans la catégorie Opéra et la Presse musicale internationale lui a décerné en 2007 son Grand Prix Antoine Livio.
Il a reçu le prix du Syndicat de la critique à deux reprises : en 1994 (Révélation musicale de l'année) et 2011 (Personnalité musicale de l’année). 

## Discographie
Il a réalisé plusieurs enregistrements avec pour Virgin, Universal et Naïve qui ont reçu de nombreuses récompenses (Gramophone Award, Victoire de la Musique, Diapason d'or, Midem Classical Award...)
- "Transatlantic", Gershwin, Un américain à Paris, Varèse, Amériques (version 1922), Stravinsky, Symphonie en ut, Cincinnati Symphony Orchestra. CD Fanfare Cincinnati 2019.